# محمد احمدپوری
محمد احمدپوری (زاده ۳۰ شهریور ۱۳۵۸) بازیکن فوتبال ایرانی است که هم‌اکنون سر مربی تیم بزرگسالان پیام نوین حاضر در لیگ برتر اصفهان می‌باشد.

## دوران باشگاهی
وی سابقه بازی در تیم‌های شیرین فراز، شاهین بوشهر و تراکتورسازی را دارد و در سال ۲۰۱۱ به باشگاه فوتبال ذوب‌آهن اصفهان پیوست.